# Александър Дубчек
Александър Дубчек (на словашки: Alexander Dubček) е чехословашки и словашки политик.
Председател е на Федералното събрание на Чехословакия (1969; 1989 – 1992); заема поста първи секретар на Централния комитет на Чехословашката комунистическа партия (1968 – 1969). Главен инициатор е на кампанията за реформиране на комунистическия режим (известна като Пражка пролет) – „социализъм с човешко лице“.

## Биография
Роден е в семейство на словашки комунисти. През 1925 г. емигрират в СССР. В Съветския съюз родителите на Дубчек участват в създаването на занаятчийски кооператив от чужденци Interhelpo (международна помощ) в гр. Фрунзе (дн. Бишкек, Киргизстан). После се преместват в гр. Горки (дн. Нижни Новгород, Русия), където той учи в средно училище.
През 1938 г. се завръщат в Словакия, защото според тогавашните закони е трябвало да приемат само съветско гражданство. Александър Дубчек взима участие в антинацисткото движение срещу режима на Йозеф Тисо и в Словашкото национално въстание (1944), където два пъти е раняван, а брат му Юлиус е убит.
След войната Дубчек работи в сферата на промишлеността, става активист на Комунистическата партия. Преминава на партийна работа от 1949 г.: секретар и първи секретар на областния комитет на Словашката компартия в Тренчин, първи секретар в Банска Бистрица (1951 – 1952). Избран е за член на Националното събрание (парламента) на Чехословакия (1951).
В периода 1955 – 1958 година следва политически науки във Висшата партийна школа на КПСС в Москва, получава титлата доктор на социално-политическите науки. Става първи секретар на обкома в Братислава (1958). В периода 1960 – 1969 година е секретар и първи секретар на Словашката компартия, както и депутат и председател на Федералното събрание (парламента) на Чехословакия.
Първи секретар е на ЦК на Чехословашката комунистическа партия от януари 1968 до април 1969 година. Инициатор е на Пражката пролет, целта на която е да построи „социализъм с човешко лице“. След окупацията на Чехословакия от въоръжени сили на Организацията на Варшавския договор Дубчек се отказва от своите функции.
Постепенно е освободен от заеманите постове, прехвърлян е на по-ниски длъжности. Посланик е в Турция (1969 – 1970). Изключен е от партията (1970), лишен е от статута на депутат. Работи по управлението на лесничействата в Словакия до пенсионирането си през 1981 г.
През 1989 г. Дубчек участва в Нежната революция. Избран е за председател на Федералното събрание на Чехословакия през декември 1989 г. Възстановява Социалдемократическата партия на Словакия (1990).
Тежко ранен е при автомобилна катастрофа на автомагистрала в Чехия. Хоспитализиран е в Прага, извършена му е хирургическа операция, но след 2 месeца почива на 7 ноември 1992 г. 
Изказвани са редица предположения, че транспортното произшествие е инсценирано с цел Дубчек да бъде отстранен от политиката . Смъртта му е разследвана чак до 2000 г., когато вътрешното министерство на Словакия обявява, че катастрофата не е в резултат от заговор. Оцелелият шофьор е осъден на 12 месеца лишаване от свобода.